# Weideklokje
Het weideklokje (Campanula patula) is een vaste plant uit klokjesfamilie (Campanulaceae). De plant staat op de Nederlandse Rode lijst van planten als zeer zeldzaam en sterk afgenomen. In Nederland is de plant vanaf 1 januari 2017 niet meer wettelijk beschermd. Het zaad van het weideklokje kan in graszaad zitten en zo mee uitgezaaid worden bij de herinzaai van weiland.
De plant wordt 30 tot 60 cm hoog en heeft een dunne wortel. De bladeren staan vlak. Het weideklokje bloeit in Nederland in mei tot juli met blauw-lila, soms witte bloemen.
Het weideklokje komt voor op vochtige, voedselrijke gronden in hooilanden en uiterwaarden.